# Marie-Skłodowska-Curie-Maßnahmen
Mit den Marie-Skłodowska-Curie-Maßnahmen (englisch Marie-Skłodowska-Curie Actions, MSCA) will die Europäische Union die internationale und sektorübergreifende Karriere von Wissenschaftlern fördern. Die Maßnahmen sind Teil des europäischen Rahmenprogramms für Forschung und Innovation, Horizont 2020. Benannt wurden sie nach der zweifachen Nobelpreisträgerin Marie Skłodowska Curie. Das Förderprogramm wurde von der Europäischen Kommission eingerichtet, um wissenschaftliche Laufbahnen attraktiver und den Forschungsstandort Europa interessanter zu gestalten und einen starken Pool von europäischen Forschenden zu schaffen.
Bei den Marie-Skłodowska-Curie-Maßnahmen gibt es keine vorgegebenen wissenschaftlichen Disziplinen oder Gebiete. Die Forschenden sind bei der Antragstellung frei in der Wahl ihres vorgeschlagenen Forschungsthemas. Die Förderung besteht aus mehreren Teilen:
- Ausbildung von Nachwuchsforschenden: Unterstützung der Karriereperspektiven von Nachwuchskräften durch strukturierte Forschungsausbildung in Netzwerken von Einrichtungen, sogenannte Innovative Training Networks (ITN).
- Individualförderung von erfahrenen Forschenden: Unterstützung der Karriereentwicklung erfahrener  Forscher durch individuelle Forschungsprojekte zur Erweiterung ihrer Fähigkeiten, sogenannte Individual Fellowships (IF).
- Personalaustausch: Unterstützung der internationalen oder sektorübergreifenden Kooperation und des Wissenstransfers durch Personalaustausch im Rahmen von Kooperationen zwischen Einrichtungen, sogenannter Research and Innovation Staff Exchange (RISE). Auch Industriedoktorate werden unterstützt, also eine Kombination aus akademischer Forschungstätigkeit und Arbeit in einem Unternehmen.
- Kofinanzierung für Mobilitätsprogramme: Unterstützung von regionalen, nationalen oder internationalen Mobilitätsprogrammen für Doktoranden und erfahrene Forschende, die mit den Prinzipien von  Charter & Code im Einklang stehen, sogenannte Co-funding of Regional, National and International Programmes (COFUND).
- Weitere Maßnahmen: Unterstützung der Verbesserung von Laufbahnaussichten und anderer Aspekte von Karrieren in der Forschung in Europa durch allgemeine Begleitmaßnahmen (zum Beispiel European Researchers’ Night (NIGHT), Studien und Analysen).